# Gunung Saya
Gunung Saya är ett berg i Indonesien.   Det ligger i provinsen Aceh, i den västra delen av landet, 1 700 km nordväst om huvudstaden Jakarta. Toppen på Gunung Saya är 975 meter över havet.
Terrängen runt Gunung Saya är kuperad norrut, men söderut är den bergig. Runt Gunung Saya är det mycket glesbefolkat, med 2 invånare per kvadratkilometer. I omgivningarna runt Gunung Saya växer i huvudsak städsegrön lövskog.